# Distinció de la Generalitat Valenciana al Mèrit Esportiu
La Distinció de la Generalitat Valenciana l'atorga la Generalitat Valenciana per recompensa a persones o entitats per actuacions o conductes rellevants en la pràctica, promoció o recerca de l'esport en el marc de les Distincions 9 d'Octubre. Compta amb dues modalitats: Medalla, destinada a persones i Placa per a entitats. Cada modalitat es divideix en tres categories, or, plata i bronze. És concedida per decret el president de la Generalitat en la seva categoria d'Or i decret del Consell en la resta de categories. No requereixen acord del Consell. Creada en 1986 pel Decret 33/1986, de 10 de març i l'Ordre de 26 de juny de 1989, de la Conselleria de Cultura, Educació i Ciència, modificada per l'Ordre de 7 de novembre de 2003.

## Guardonats
- Medalles d'Or:[1]
  - 2023: Mireia Martínez López, Patricia Pérez Fos, Alba Bautista Cañas, Pôlina Berezina Ksenofontova, Marta Linares García
  - 2022: Pascual Sanchis Navarro, Iván Pastor Lafuente, Anna Gómez Igual, Associació de Gestors Esportius Professionals de la C.V.
  - 2021: Cristina Mayo Santamaría, Lola Ochoa Ribes, John Giner Muñoz (Jan de Murla), Óscar Gil Regaño, Pau Francisco Torres, Carlos Soler Barragán, Héctor Cabrera, Miriam Martínez, Ivan Cano, Héctor Català.[3]
  - 2020:
  - 2019: Roberto Bautista Agut, Liliana Fernández Steiner, Dolors Escamilla Pérez, Diego Malonda Mestre "Malonda II".[3]
  - 2018: Lorenzo Carrió Esteban, Lola Riera Zuzuarregui, Emillia Gómez Muñoz, Josep Sanvenancio Merino, Jose Ignacio Rodilla Gil.[3]
  - 2017: Marta Esteban Poveda, Emilio Estarlik Lozano, Ruth García García i Antonio Reig Ventura, Rovellet.[4]
  - 2016: Ait Khamouch Abderrahman, Álvaro López Cremades (A títol pòstum), Ariadna Edo Beltrán, Kim López González, Mercedes Peris Minguet, Orlando Ortega Alejo, Sara Marín Fernández.
  - 2015: Concha Montaner Coll, Anna Montañana Gimeno, Bernardo Ruiz Navarrete, Julio Palau Lozano, Bernat Martínez Mas (A títol pòstum).
  - 2014: Ruth Aguilar Fulgencio, Antonio Miguel Mateu Lahoz, Alejandra Quereda Flores, Elena López Benaches, Ana Carrascosa Zaragoza.
  - 2013: Gedeón Guardiola Villaplana, David Albelda Aliqués, Josep Maria Sarasol.
  - 2012: Víctor Cabedo Carda, Maurice Eckhard, José Luis Giera Tejuelo, José Antonio Marí Alcaraz, José Antonio Redolat Contreras, Silvia Navarro Jiménez, Vanessa Amorós Quiles.
  - 2011: Roberto Meri Muntan
  - 2010: Víctor Luengo Ciscar
  - 2009: Víctor Claver Arocas
  - 2008: Jugadors de la Selecció Espanyola de Futbol valencians o d'equips valencians, Ana Isabel Medina Garrigues, Pedro Ferrándiz González, Christian Venge, José Vicente Arzo Diago, José Vaquerizo Relucio
  - 2007: José Luis Moltó Carbonell
  - 2006: Sonia Mañas Almela, Niurka Montalvo Amaro.
  - 2005: Álvaro Navarro Serra
  - 2004: Medallistes valencians en l'Olimpíada i Paralimpíada d'Atenes 2004.
  - 2003: Juan Carlos Ferrero Donat
  - 2002: Rafael Blanquer Alcantud
  - 2001: Ángel Luis Casolà Moreno
  - 2000: Enrique Sarasol Soler
  - 1998: Antonio Puchades Casanova
  - 1996: Santiago López Fabregat, Ricardo Fernández Tio, Francisco Ángel Soriano, Ricardo Ten Argilés, Francisco Javier Pérez, Jorge Peleteiro Rubio, Francisco Muñoz Sánchez, Yolanda Soler Grajera, Isabel Fernández Gutiérrez, Salvador Esquer Bisbal, Estela Giménez Cid, Marta Baldó Marín, Juan Escarré Urueña, Juan Viedma Castillo.
  - 1995: Sergio García Fernández, Carmen Valderas Muñoz.
  - 1994: Ricardo Tormo Blaya
  - 1992: Francisco Veza Fragoso, Miriam Blasco Soto, Almudena Muñoz Martínez, Francisco Sánchez Luna, Juan Damián Matos Rodríguez, Carolina Pascual Gracia.
  - 1991: Francesc Cabanes Pastor, el Genovés
  - 1990: Luis Puig Esteve
  - 1989: María Isabel Lloret Ivorra
  - 1988: Jorge Martínez, "Aspar"
- Plaques d'Or:
  - 2016: Club Esportiu Herca
  - 2015: Burjassot Club de Futbol, Federació d'Esport Adaptat de la Comunitat Valenciana.
  - 2013: Elx Club de Futbol
  - 2011: Club d'Atletisme València Terra i Mar, Club Atletisme Platges de Castelló, Club Atletisme Benacantil-Port d'Alacant, Angelino Soler Romaguera.
  - 2010: Federació de Futbol de la Comunitat Valenciana, Hèrcules Club de Futbol.
  - 2009: Levante Unió Esportiva, Federació de Pilota Valenciana.
  - 2007: Selecció Valenciana de Pilota, Desafiament Español.
  - 2006: Aspar Team
  - 2005: Real Club Nàutic de Calp, Vila-real Club de Futbol, Societat Anònima Esportiva.
  - 2003: València Basket, Societat Anònima Esportiva (Pamesa València)
  - 2002: Secció de futbol femení del Levante Unió Esportiva, Club Macer Futbol Sala (Platges de Castelló).
  - 2000: Equip de ciclisme Kelme-Costa Blanca
  - 1999: València Club Futbol, Societat Anònima Esportiva
  - 1997: Club Handbol Mar València
  - 1995: Societat Correcaminos
  - 1994: Club Handbol Alzira
  - 1993: Club Atlético Montemar d'Alacant, Club Bàsquet Dorna-Godella València.
  - 1992: Centre Excursionista de València
  - 1990: Club Handbol Iber